# 大東塾
大東塾（だいとうじゅく）とは、1939年（昭和14年）4月3日に影山正治が中心となって結成された日本民族主義の右翼団体。一般には全国組織の不二歌道会も含め「大東塾・不二歌道会」として知られる。歌道の修業を人間形成の基本におき、人格の陶冶徳性の練磨を重視した。1945年（昭和20年）8月25日には代々木練兵場で天皇に敗戦を詫びて14名が割腹自決を行っている。

## 概要
国体を重んじ、天皇中心主義を根幹とする［本流右翼］「伝統右翼」に分類される。
西郷隆盛に始まり、玄洋社（頭山満）、黒龍会（内田良平）の大アジア主義を乗り越え、社会矛盾の克服、革新日本の建設をめざし、徹底した反体制、国家革新をその本質として、生命以上の価値を国家に認める「没我献身」「救国捨石」の思想信念を有し、明治維新の理念と方式を継承し、第二維新としての「昭和維新断行」による国家革新を目指して運動している。
大東塾塾長　影山正治は『維新者の信條』のなかで「革命家は憎しみに立ち、維新者は涙に立つ。革命家は憎悪をもって斬り、維新者は涙をもって断つ。その本質において詩人たらざれば真の維新者たることを得ない。」と述べているが、これは本流右翼,伝統右翼の流れに属する者たちにとっての共通の認識だと言える。
神兵隊事件によって検挙された影山が、母校・國學院大學の学生を中心に集めた私塾「維新寮」を、東方の大国を意味する”大東”を用いた「大東塾」と改称したことに始まる。「大東塾が動くときは昭和維新への決起の時」と言われたほどであり、右翼界・政界への影響力は極めて強かった。現在も祭典や集会、講演会などを主催して居る。公安警察・公安調査庁の調査対象である。不二歌道会は1941年（昭和16年）創立の「新国学協会」に発し、大東塾塾長の影山が主宰した全国組織で歌道普及を目的としている。「新国学協会」には保田與重郎、浅野晃、藤田徳太郎、倉田百三、三浦義一、尾崎士郎、林房雄、中谷孝雄、大鹿卓らが同人として参加した。1945年（昭和20年）の終戦後、占領軍により解散させられるが1954年（昭和29年）に再結成。
月刊『不二』を発行。1947年（昭和22年）より毎年宮中勤労奉仕、勅題詠進、新穀献上を行う。伊勢神宮御造営奉賛活動、紀元節復活運動、「自衛隊内神社問題活動」、二重橋事件問責活動、明治維新百年祭運動、明治神宮復興奉賛活動、皇居防衛部隊設置要請活動、八月一五日慰霊行事運動、勤皇村建設運動、靖国神社国家護持運動、元号法制化実現活動などを展開した。また前代表・鈴木正男が昭和天皇御製集「昭和天皇のおほみうた―御製に仰ぐご生涯」を刊行。
影山は元号法制化を最後の活動として1979年（昭和54年）5月25日に青梅の大東塾農場内で「一死似て元号法制化の実現を熱祷しまつる」と書かれた遺書を残し割腹自決した。影山の自決から12日後の6月6日に元号法が成立した。塾長を継いだ長谷川は病没。2001年（平成13年）10月には、塾長格の鈴木が79歳で同じ農場内で自決。
現在も保守系の集会などで大東塾関係者を見ないことはなく、一貫不惑の維新運動を展開している。
主に神道・国学・歌道関係者及び学生のための研修施設を設置運営。1965年（昭和40年）、学生寮を設立。寮出身者には國學院大學神道文化学部教授の大原康男や國學院大學講師で日本文化総合研究所代表の高森明勅などがいる。

## 大東塾塾生集団自決
敗戦にさいし大東塾は陸軍青年将校たちとの徹底抗戦を断り、1945年（昭和20年）8月25日影山庄平塾長代行ら14人が代々木練兵場で古式に則り集団割腹自刃を遂げた。当初予定者は15人だったが一人が脱落した。前夜「共同遺書」を書き、冒頭に影山庄平が「清く捧ぐる吾等十四柱の皇魂誓つて無窮に皇城を守らむ」と記した。
この自決について橋川文三は「自決は、神意奉行において至らなかった自らの罪穢れをみそぎによって潔め、神々への復奏（かえりごと）としてとり行われた。しかもそれは、それ自体が神道の信仰儀礼として、ごく自然に行なわれたというおどろくべき印象を与える」と言っている。なお影山正治塾長は当時応召中で集団自決に参加できなかった（彼は1946年5月4日、佐世保に帰国した）。集団自決者名は次の通り。
影山庄平（60、愛知県）、野村辰夫（30、鹿児島県）、牧野晴雄（31、石川県）、藤原仁（33、広島県）、鬼山保（28、福岡県）、芦田林弘（30、岡山県）、東山利一（26、熊本県）、棚谷寛（24、茨城県）、野村辰嗣（18、静岡県）、福本美代治（40、鳥取県）、吉野康夫（23、新潟県）、津村満好（22、鳥取県）、村岡朝夫（29、埼玉県）、野崎欽一（22、鹿児島県）

## 大東塾生の傷害事件
1943年（昭和18年）6月30日、大東塾の野村辰夫（28）は、大日本一新会石川秀吉と戦歿兵士の公葬を仏式で行うことに反対、近藤寿一郎豊橋市長に申し入れたが聞き入れなかったために殴打した。1943年9月15日豊橋区裁で懲役4月執行猶予3年の判決。石川も懲役2月で同3年。一方、この「英霊公葬問題」は影山庄平と豊橋市の間で話し合いがつき1943年7月5日に、以後豊橋市では神式で行うことになった。
また野村は執行猶予中にもかかわらず1943年10月11日、中河与一が『現代』9月号及び『文藝世紀』9月号で、大東塾塾長影山正治の島崎藤村批判論文及び尾崎士郎（『ひむがし』同人）を誹謗した論文に怒り、中河宅を訪れ、殴打全治3週間の傷を負わせ、1944年3月20日東京区裁で懲役5月の判決があった。野村は上告した。

## 大東塾生の新聞紙法違反事件
大東塾は1941年（昭和16年）12月14日付で機関紙『大孝』号外に「対米英戦の大詔を拝して挙国の同憂同志に愬ふ」という檄文をつくり東條英機首相らに発送したが、これが「安寧秩序を紊す」ものとして新聞紙法違反に問われた。文中の「一日も速やかに維新大詔の渙発を仰ぎ、御皇族を首班にいただく維新内閣を確立し、……神国体制を完成すべきである」とあるのが問題にされた。1942年3月19日東京地裁で新聞法違反として影山正治塾長、長谷川幸雄塾監に禁錮3月執行猶予2年の判決。

## 民族正当防衛論
昭和35年10月19日発行の大東塾機関紙「道の友」号外に掲載された「浅沼事件に就て」の中で述べられている次の文章によって、おりから第一次安保闘争の余波の残る世情に一石を投じるとともに、民族派陣営内に「テロ」の思想的バックボーンのような印象を与え、テロ礼賛の風潮を生んだ。
「個人の場合、他からの暴力行為によって自己の生命が危険にひんした時、自衛上これに抵抗して直接行動に出、その結果、加害者が死んだり傷ついたような場合にも、それが正当防衛として是認されることは、全世界共通の刑法上の通念である。この場合には、その防衛行為を「暴力」とはしないのである。民族の場合にもこの原理は認められるのであって、外に対してはこれを「自衛権」と言ふのであるが、内なる反民主勢力の集団暴力行為の前に民族生命が危険にひんした時、これに対して発生した民族的自衛行為もまた充分に正当防衛性を有し、決して単なる「暴力」として片付けられるべきものではない。」

## 靖国神社国家護持運動
靖国神社の「国家護持」運動、靖国神社国営化法案問題　大東塾は動きを見せている。日本遺族会会長は、「国家護持」のためには法案が靖国神社の非宗教化を約束したものでなければならないとし、それまでの態度を変えて非宗教化案に応じた。1969年（昭和44年）1月20日、これに憤慨した大東塾塾員が会談中に日本遺族会会長に暴行を加えた（懲役3月・執行猶予2年）。当時の大東塾塾監は会談を斡旋した吉橋敏雄・公安調査庁長官に義理を立て、手の指を一本切った。

## その他
現在、文化講座として詩吟教室と短歌教室を開催。武道場ではフルコンタクト空手教室を行う。

### 大東農場
「文武農」一体を目指し、1956年に東京都青梅市今井地区に開墾された農場である。影山の没後の現在も遺族によって管理されており、またイチゴで有名な農場で味には定評があり、シーズンともなれば遠方から買い付けに来る人もいるという。イチゴ園の先には広大な牧場が広がり、乳牛が放牧されている。農場内の小高い丘の上には、影山によって建立された大東神社がある。そこに隣接して自決した14名を祀る「十四士之碑」が鎮座し、すぐ近くには「影山正治大人之碑」がある。

### 注
1. ↑  影山庄平・野村辰夫・牧野晴雄・藤原正志・鬼山保・蘆田林弘・東山利一・棚谷寛・野村辰嗣・福本美代治・吉野晴夫・津村満好・村岡朝夫・野崎欽一（遺書署名順）の14人
2. ↑  自決した14名の中には影山の父・庄平も含まれており、影山本人は出征中であり、帰国の後に自決の事実を知ったと言う。14名の共同遺書の内容は「清く奉ぐる吾等十四柱の皇魂誓って無窮に皇城を守らむ」である。